# Afon Ceirw
Afon Ceirw är ett vattendrag i Storbritannien.   Det ligger i riksdelen Wales, i den södra delen av landet, 280 km nordväst om huvudstaden London.